# Ievhen Seline
Pour les articles homonymes, voir Selin.
Ievhen Serhiïovytch Seline (ukrainien : Євген Сергійович Селін) est un footballeur ukrainien, né le 9 mai 1988 à Novoaïdar. Il évolue au poste d'arrière gauche.

## Palmarès
- Ukraine
  - Vainqueur du Championnat d'Europe des moins de 19 ans 2009.